# خيرندرا
خيرندرا هي بلدة في مقاطعة آلتين ساي في ولاية صرخنداريا في أوزبكستان.